# Marmîzivka, Varva
Marmîzivka (în ucraineană Мармизівка) este localitatea de reședință a comunei Marmîzivka din raionul Varva, regiunea Cernihiv, Ucraina.

## Demografie
Componența lingvistică a localității Marmîzivka
     Ucraineană (100%)
Conform recensământului din 2001, toată populația localității Marmîzivka era vorbitoare de ucraineană (100%).